# Pseudostenophylax ondakensis
Pseudostenophylax ondakensis är en nattsländeart som först beskrevs av Iwata 1928.  Pseudostenophylax ondakensis ingår i släktet Pseudostenophylax och familjen husmasknattsländor. Inga underarter finns listade i Catalogue of Life.